# ألان مكدونالد (سياسي)
ألان مكدونالد (بالإنجليزية: Allan McDonald) هو سياسي أسترالي، ولد في 4 يوليو 1888 في أستراليا، وتوفي بنفس المكان في 10 يونيو 1953. حزبياً، نشط في حزب أستراليا المتحدة والحزب الليبرالي الأسترالي. وقد انتخب عضو مجلس النواب الأسترالي عن دائرة كورانجاميت ‏ (21 سبتمبر 1940 – 10 يونيو 1953).